# Perissocentrus argentinae
Perissocentrus argentinae är en stekelart som beskrevs av Crawford 1910. Perissocentrus argentinae ingår i släktet Perissocentrus och familjen gallglanssteklar.
Artens utbredningsområde är:
- Paraguay.
- Uruguay.

Inga underarter finns listade i Catalogue of Life.